# Unser lautes Heim
Unser lautes Heim (Originaltitel: Growing Pains) ist eine US-amerikanische Sitcom, die von 1985 bis 1992 vom Sender ABC produziert wurde und 1993 erstmals im deutschen Fernsehen zu sehen war. Auf DVD sind in Deutschland bislang die erste Staffel mit den Folgen 1 bis 22 und Ende April 2011 die zweite Staffel mit den Folgen 23 bis 44 erschienen.

## Handlung
Die Serie dreht sich um die Familie Seaver, die auf Long Island in New York lebt. Als die Mutter Maggie beschließt, wieder in ihren Beruf als Journalistin zurückzukehren, muss Vater Jason, der zu Hause eine psychotherapeutische Praxis betreibt, die Kindererziehung übernehmen, was ihm nicht immer leicht fällt.
Der älteste Sohn Mike, zu Beginn der Serie 15 Jahre alt, ist ein miserabler Schüler und hat jede Menge Flausen im Kopf. Ständig gerät er in irgendwelche Schwierigkeiten und hält seine Eltern ganz schön auf Trab. Die zu Beginn 14-jährige Carol ist das genaue Gegenteil von ihrem großen Bruder. Sie ist hochintelligent und will unbedingt Karriere machen. Der jüngste Sohn Ben ist anfangs neun Jahre alt und bewundert seinen großen Bruder Mike. Später kommt noch Töchterchen Chrissy dazu, außerdem nehmen die Seavers gegen Ende der Serie den Straßenjungen Luke auf, der jedoch nach einer Weile zu seinem leiblichen Vater zurückkehrt.

## Synchronisation
| Rolle                | Darsteller        | Synchronsprecher                                                                      |
| -------------------- | ----------------- | ------------------------------------------------------------------------------------- |
| Dr. Jason Seaver     | Alan Thicke       | Gerhart Hinze (1. Stimme, Staffel 1–4) Peter Reinhardt (2. Stimme, Staffel 5–7)       |
| Maggie Malone Seaver | Joanna Kerns      | Angela Stresemann (1. Stimme, Staffel 1–4) Katharina Koschny (2. Stimme, Staffel 5–7) |
| Carol Seaver         | Tracey Gold       | Eva Michaelis (1. Stimme, Staffel 1–4) Bettina Weiß (2. Stimme, Staffel 5–7)          |
| Mike Seaver          | Kirk Cameron      | Tobias Pauls (1. Stimme, Staffel 1–4) Sven Plate (2. Stimme, Staffel 5–7)             |
| Ben Seaver           | Jeremy Miller     | Björn Gebauer (1. Stimme, Staffel 1–4) John-Alexander Döring (2. Stimme, Staffel 5–7) |
| Luke Brower          | Leonardo DiCaprio | Florian Bathke                                                                        |

## Trivia
- Mike-Darsteller Kirk Cameron sorgte mit seinen religiösen Überzeugungen und strengen Moralvorstellungen für einige Unruhe am Set von Unser lautes Heim. So ließ er die Schauspielerin Julie McCullough, die Mikes Verlobte spielte, aus der Serie schreiben, da sie einige Jahre zuvor für den Playboy posiert hatte. Außerdem beschwerte er sich beim Präsidenten des Senders ABC über die seiner Ansicht nach zu erwachsenen Themen der Serie.
- Von 1988 bis 1990 wurde ein Spin-off zu Unser lautes Heim mit dem Titel Chaos hoch zehn (Originaltitel: Just the Ten of Us) gedreht, das von der Großfamilie Lubbock handelt, die in einigen Folgen von Unser lautes Heim zu sehen war.
- In der Horrorkomödie The Willies von 1990 treten Mike und Carol Seaver auf. Die Protagonisten des Films sehen sich eine Episode von Unser lautes Heim im Fernsehen an, als die beiden Charaktere sich plötzlich direkt an sie wenden.
- Der damals noch unbekannte Leonardo DiCaprio wurde als Straßenjunge Luke in die Serie geschrieben, um wieder mehr Teenager als Zuschauer zu gewinnen. Doch da die Einschaltquoten nicht stiegen, wurde Leonardo DiCaprio wieder aus der Serie herausgeschrieben, indem Luke zu seinem leiblichen Vater zurückkehrt. Wenig später wurde Unser lautes Heim abgesetzt.
- Kirk Cameron und Chelsea Noble, welche die Rolle von Mikes Freundin Kate spielte, verliebten sich während der Dreharbeiten und heirateten 1991. Sie haben sechs Kinder.
- Die letzten beiden Folgen The Last Picture Show (Part 1) und The Last Picture Show (Part 2) wurden am 25. April 1992 im Rahmen der Night of Long Goodbys at ABC zusammen mit den letzten beiden Folgen von Wer ist hier der Boss? und der letzten Folge von MacGyver erstausgestrahlt.

## Filme
Einige Jahre später entstanden zwei Filme, die erzählen, wie sich das Leben der Seavers weiterentwickelt hat.
- 2000 – Unser lautes Heim – Der Film (Growing Pains – The Movie)

Mike hat Kate geheiratet und Karriere als Leiter einer Werbeagentur gemacht. Die beiden sind Eltern von vier Adoptivkindern. Auch Carol hat ihr Ziel erreicht und arbeitet als Anwältin. Nur Ben weiß noch nicht so Recht, was er aus seinem Leben machen will und jobbt derzeit als Poolreiniger. Die kleine Chrissy ist mittlerweile ein rebellischer Teenager. Als Maggie beschließt, für den Kongress zu kandidieren, kommt die ganze Familie wieder zusammen, um das große Ziel zu erreichen. Dabei findet Carol endlich auch die Liebe ihres Lebens.
- 2004 – Unser lautes Heim – Die Rückkehr der Seavers (Growing Pains: Return of the Seavers)

Carol ist schwanger und fürchtet, Kind und Karriere nicht unter einen Hut bringen zu können. Mike hat derweil die Chance, für ein Jahr in Tokio zu arbeiten, weiß aber nicht, ob er seine Frau Kate mit den vier Kindern alleine lassen kann. In dieser Situation brauchen die beiden dringend die Hilfe ihrer Eltern, doch die planen, umzuziehen. Nun versuchen die erwachsenen Seavers-Kinder, den Verkauf des Familienhauses durch Sabotageakte zu verhindern.

## DVDs
- Unser lautes Heim – Die komplette erste Staffel (vier DVDs), 2007
- Unser lautes Heim – Die komplette zweite Staffel (drei DVDs), 2011